# Apseudès
Dans la mythologie grecque, Apseudès (en grec ancien Ἀψευδής / Apseudếs) est une Néréide, fille de Nérée et de Doris, citée par  Homère et Hygin  dans leurs listes de Néréides. 

## Étymologie
Son nom, en grec ancien Ἀψευδής / Apseudếs, signifie 'véridique' ou 'la brillante'. Son nom signifie « celle qui ne ment jamais », Apseudès ayant donc, comme sa sœur Némertès, hérité de son père de la qualité de divinité qui dit la vérité.

## Famille
Ses parents sont le dieu marin primitif Nérée, surnommé le vieillard de la mer, et l'océanide Doris. Elle est l'une de leur multiples filles, les Néréides, généralement au nombre de cinquante, et a un frère unique, Néritès. Pontos (le Flot) et Gaïa (la Terre) sont ses grands-parents paternels, Océan et Téthys ses grands-parents maternels.

## Mythologie
Apseudès est mentionnée comme l'une des 32 Néréides qui se rassemblent sur la côte de Troie, remontant des profondeurs de la mer pour pleurer avec Thétis la mort future de son fils Achille dans l'Iliade d'Homère.

## Évocation moderne

### Biologie
Le genre de crustacés des Apseudes lui doit son nom.